# Elin Pelin (ciudad)
Elin Pelin (en búlgaro: Елин Пелин) es una ciudad de Bulgaria en la provincia de Sofía.

## Geografía
Se encuentra a una altitud de 551 m s. n. m. a 25 km de la capital nacional, Sofía.

## Demografía
Según estimación 2012 contaba con una población de 6 039 habitantes.
|         | 2004  | 2005  | 2006  | 2007  | 2008  | 2009  | 2010  | 2011  |
| Mujeres | 3 376 | 3 365 | 3 418 | 3 463 | 3 477 | 3 497 | 3 481 | 3 486 |
| Varones | 3 152 | 3 139 | 3 158 | 3 161 | 3 178 | 3 226 | 3 224 | 3 325 |
| Total   | 6 528 | 6 504 | 6 576 | 6 624 | 6 655 | 6 723 | 6 705 | 6811  |